# Martin n.º 122
Martin n.º 122 es un municipio rural canadiense situado en la provincia de Saskatchewan.

## Superficie
Martin n.º 122 tiene una superficie de 542,27 km².

## Demografía
En 2021, tenía 254 habitantes, una densidad poblacional de 0,5 hab./km², y 119 viviendas.